# Looise Atletiekvereniging
Looise Atletiekvereniging (Looise AV) is een Belgische atletiekclub uit Tessenderlo, aangesloten bij de VAL.
De club is gevestigd in Sportpark De Voordijcker in Tessenderlo en heeft verschillende onderafdelingen, onder andere in Zonhoven, Heusden-Zolder, Bree en Paal.

## Geschiedenis
Looise Atletiekvereniging was oorspronkelijk een onderafdeling van Olympia Leopoldsburg. In 1955 werd het een onafhankelijke atletiekclub met als stamnummer 245. In 1963 werd een piste van 311 meter aangelegd en in 1986 verhuisde de club naar het sportcentrum.

## Accommodatie
Looise AV beschikt over een tartanpiste van 400 m met 8 banen rondom. Verder zijn er 2 hoogspringstanden, 2 kogelstanden, 2 discusringen, een hamerring, 3 verspringbakken, een speerstand en een polsstokstand.

## Wedstrijden
Looise AV organiseert jaarlijks een veldloop in Sportpark De Voordijcker. Daarnaast organiseren zij op hun atletiekbaan ook verschillende pistemeetings.

## Bekende (ex-)atleten
- Nelly Aerts
- Koen Allaert
- Griet Maes
- Willy Mertens
- Niels Pittomvils
- Marleen Renders
- Christel Rogiers
- Cindy Stas
- William Van Dijck
- Krijn Van Koolwijk
- Betty Vansteenbroek
- Bob Verbeeck